# Luigi Taverna
Luigi Taverna (né le 22 février 1949) à Turin en Italie est un ancien pilote de course automobile international italien qui a notamment participé à différentes saisons du Championnat du monde des voitures de sport au sein d'écurie tel que le Chamberlain Engineering, le Swiss Team Salamin et Louis Descartes.

## Carrière

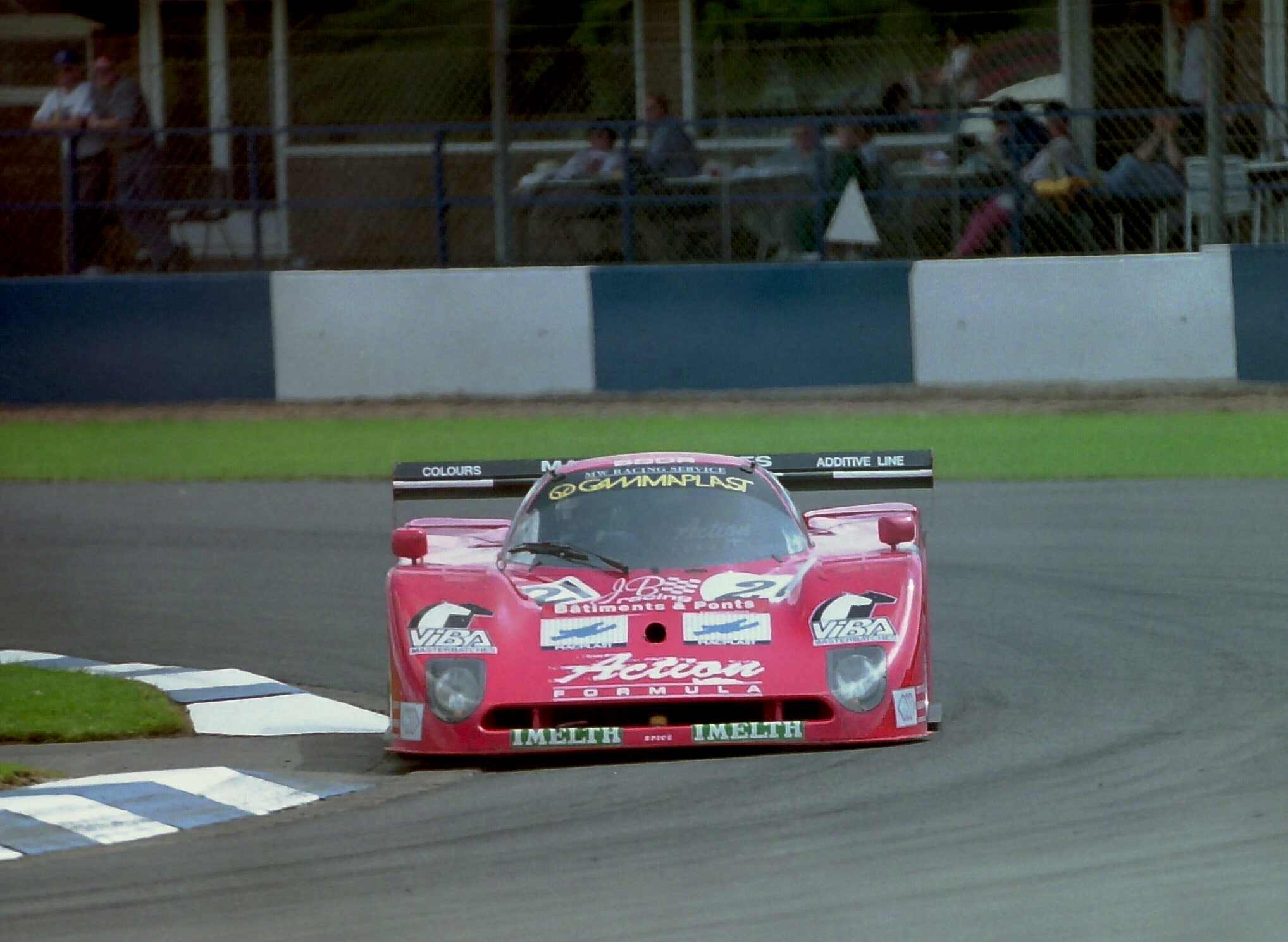
La Spice SE90C pilotée par Luigi Taverna lors des 500 kilomètres de Donington 1992

Luigi Taverna a eu une carrière de pilote de voiture de sport durant les années 1980 et 1990. Avant cela, il a eu une carrière limité en monoposte. Il est tout de même à noter sa participation au championnat italien de Formule 2000 en 1983.
À partir de 1985, Luigi Taverna a été actif dans le monde des voitures de tourisme et des voitures de sport. Il a en effet débuté dans le Championnat du monde des voitures de sport et le Championnat d'Europe FIA des voitures de tourisme. Il a ainsi participé six fois aux 24 Heures du Mans. Sa meilleure et unique place dans le classement final de l'épreuve a été une 30e au général en 1993, obtenue avec ses partenaires Fabio Magnani et Roberto Ragazzi dans le Lucchini SP91,. Sa plus grande performance a été de remporter la course de 6 heures de Vallelunga en 1992, une course de voitures de tourisme à l'Autodromo Vallelunga.

## Palmarès

### Résultats aux24 heures du Mans
| Année | Écurie                      | Copilotes                         | Voiture       | Classe | Tours | Pos. | Class Pos. |
| ----- | --------------------------- | --------------------------------- | ------------- | ------ | ----- | ---- | ---------- |
| 1986  | Luigi Taverna Technoracing  | Toni Palma Marco Vanoli (de)      | Alba AR3      | C2     | 74    | Abd. | Abd.       |
| 1987  | Luigi Taverna Technoracing  | Evan Clements (de) Patrick Trucco | Alba AR3      | C2     | 219   | Abd. | Abd.       |
| 1988  | Luigi Taverna Technoracing  | Fabio Magnani Roberto Ragazzi     | Olmas GLT-200 | C2     | Forf. | Abd. | Abd.       |
| 1989  | Chamberlain Engineering     | Fermín Vélez Nick Adams           | Spice SE88C   | C2     | 244   | Abd. | Abd.       |
| 1991  | Automobiles Louis Descartes | Philippe de Henning Patrick Gonin | ALD C91       | C1     | 16    | Abd. | Abd.       |
| 1992  | Action Formula              | Alessandro Gini John Sheldon      | Spice SE90C   | C1     | 150   | Abd. | Abd.       |
| 1993  | Sport & Imagine SRL         | Fabio Magnani Roberto Ragazzi     | Lucchini SP91 | C3     | 221   | 30e  | 2e         |